# 太東站
太東站（日语：／ Taitō eki */?）是位於千葉縣夷隅市岬町椎木304番3號，東日本旅客鐵道（JR東日本）的外房線車站。

## 歷史
- 1899年（明治32年）12月13日：房總鐵道車站啟用[1]。為旅客和貨物車站。
- 1907年（明治40年）9月1日：房總鐵道被國有化（日语：鉄道国有法），成為帝國鐵道廳車站[1]。
- 1971年（昭和46年）7月1日：結束貨物起卸業務。
- 1987年（昭和62年）4月1日：伴隨國鐵分割民營化，車站由東日本旅客鐵道（JR東日本）營運[1]。
- 2004年（平成16年）10月16日：此站可以使用IC卡「Suica」[2]。成為東京近郊區間區域內[2]。

## 車站構造
此站是地面車站，設有1面1線的單式月台和1面2線的島式月台，共有2面3線的月台。在成為雙線化之際，增設了1號月台。下行月台提高了高度，靠近車站大樓的上行月台沒有提高高度。 各月台之間設有設有跨線橋連接。下行月台上設有候車室。
此站是由茂原站管理的業務委託車站，委托JR東日本車站服務負責車站業務。此站設有簡易Suica閘機。此站沒有綠色窗口。
在2010年（平成22年）2月10日起，引入了外房線PRC型自動廣播系統。

### 月台
| 月台 | 路線    | 上下行 | 方向                     |
| ---- | ------- | ------ | ------------------------ |
| 1、2 | ■外房線 | 下行   | 大原、勝浦、安房鴨川方向 |
| 2、3 | ■外房線 | 上行   | 茂原、千葉、東京方向     |

參考
- 部分列車使用2號月台。另外，此站沒有列車進行避待。
- 月台可容納11卡車廂。

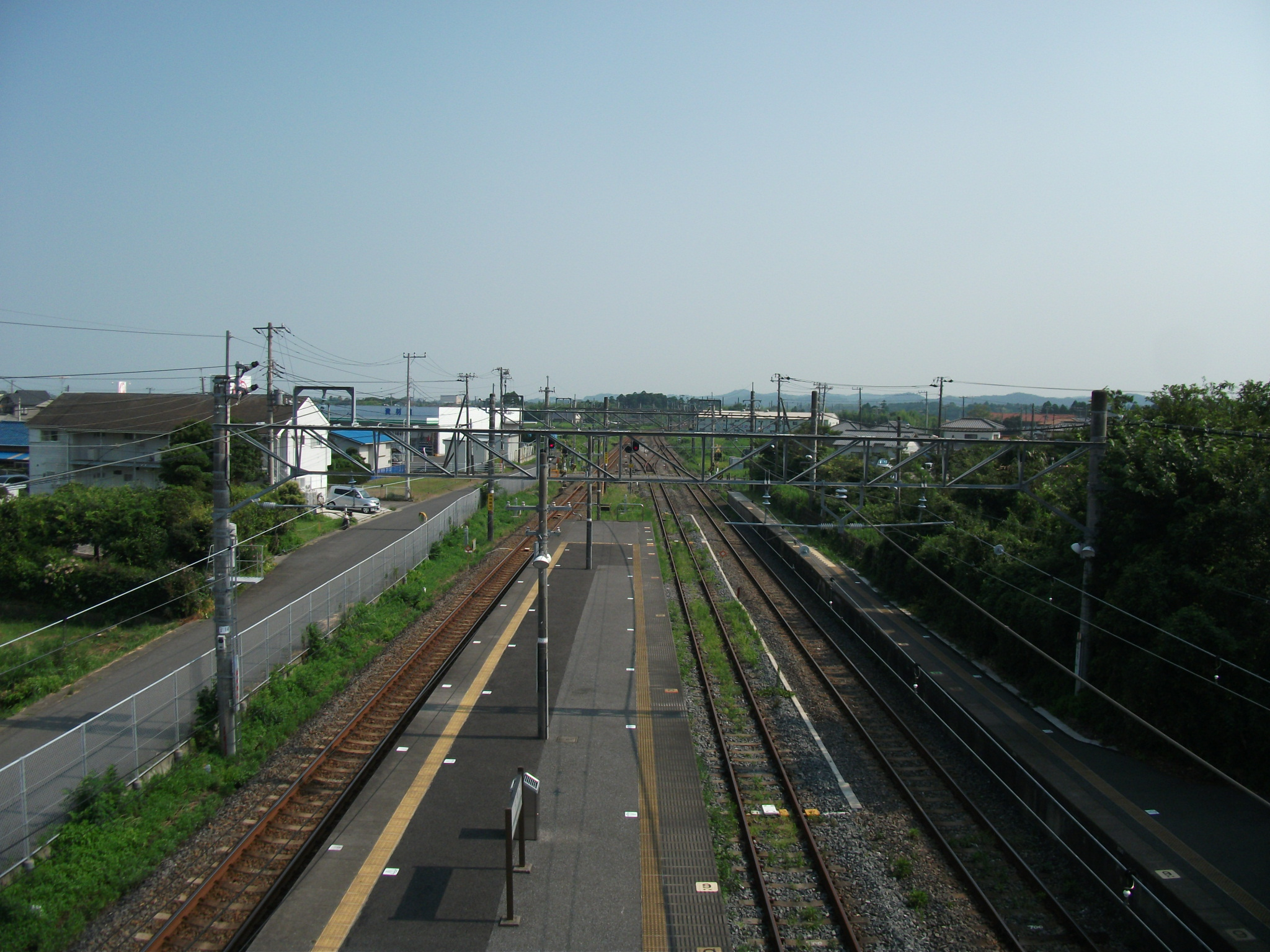
跨線橋望向長者町方向（2010年7月24日）
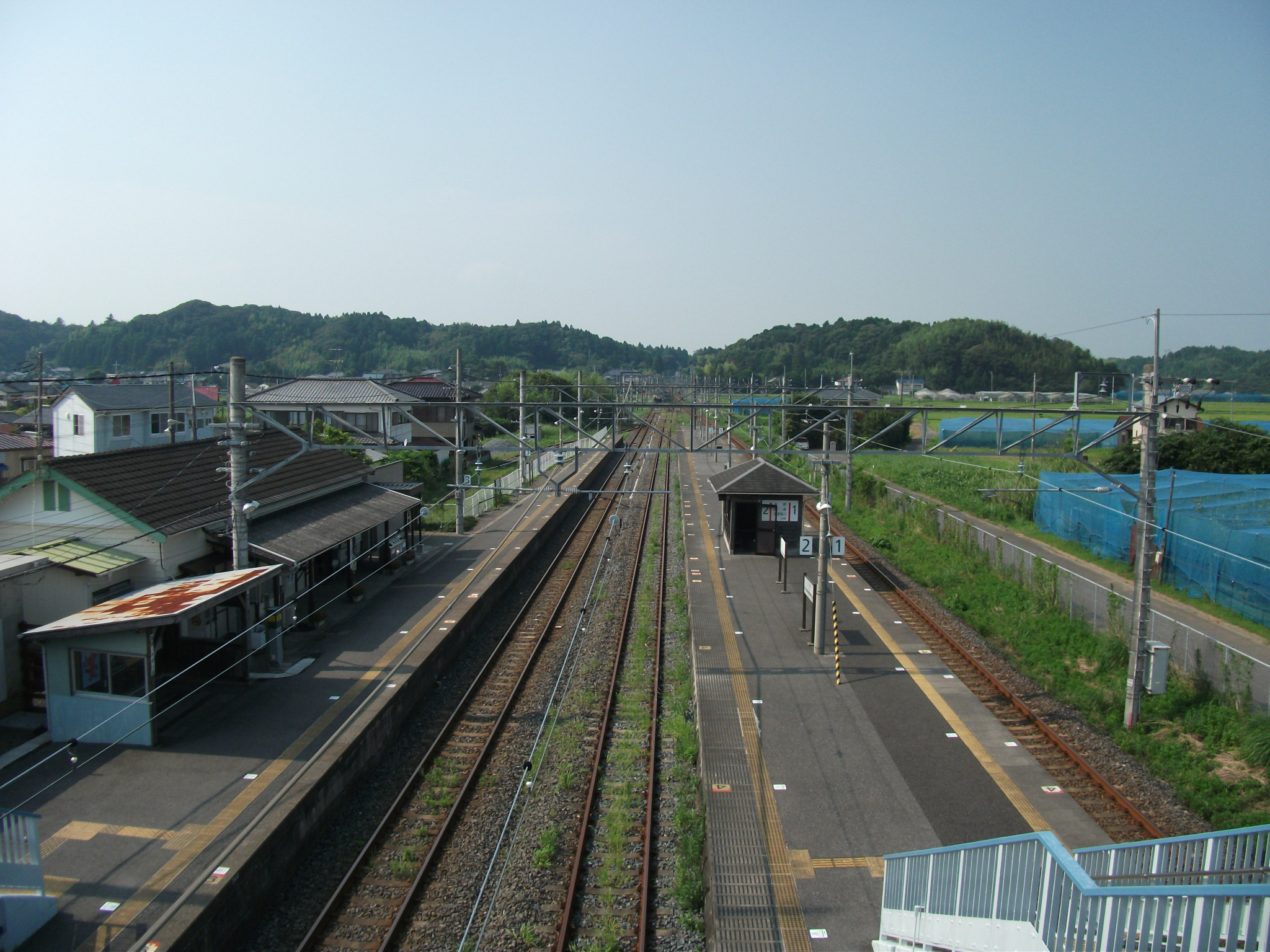
跨線橋望向東浪見方向（2010年7月24日）

## 使用狀況
在2019年（令和元年）度1日平均乘車人次為436人，以下為乘車人次變化列表：
| 乘車人次變化       | 乘車人次變化     | 乘車人次變化 |
| 年度               | 1日平均 乘車人次 | 參考資料     |
| ------------------ | ---------------- | ------------ |
| 1990年（平成02年） | 697              | [ * 1 ]      |
| 1991年（平成03年） | 719              | [ * 2 ]      |
| 1992年（平成04年） | 741              | [ * 3 ]      |
| 1993年（平成05年） | 704              | [ * 4 ]      |
| 1994年（平成06年） | 718              | [ * 5 ]      |
| 1995年（平成07年） | 739              | [ * 6 ]      |
| 1996年（平成08年） | 705              | [ * 7 ]      |
| 1997年（平成09年） | 690              | [ * 8 ]      |
| 1998年（平成10年） | 688              | [ * 9 ]      |
| 1999年（平成11年） | 693              | [ * 10 ]     |
| 2000年（平成12年） | 665              | [ * 11 ]     |
| 2001年（平成13年） | 646              | [ * 12 ]     |
| 2002年（平成14年） | 633              | [ * 13 ]     |
| 2003年（平成15年） | 610              | [ * 14 ]     |
| 2004年（平成16年） | 599              | [ * 15 ]     |
| 2005年（平成17年） | 587              | [ * 16 ]     |
| 2006年（平成18年） | 614              | [ * 17 ]     |
| 2007年（平成19年） | 593              | [ * 18 ]     |
| 2008年（平成20年） | 585              | [ * 19 ]     |
| 2009年（平成21年） | 585              | [ * 20 ]     |
| 2010年（平成22年） | 561              | [ * 21 ]     |
| 2011年（平成23年） | 534              | [ * 22 ]     |
| 2012年（平成24年） | 530              | [ * 23 ]     |
| 2013年（平成25年） | 537              | [ * 24 ]     |
| 2014年（平成26年） | 516              | [ * 25 ]     |
| 2015年（平成27年） | 528              | [ * 26 ]     |
| 2016年（平成28年） | 511              | [ * 27 ]     |
| 2017年（平成29年） | 493              | [ * 28 ]     |
| 2018年（平成30年） | 488              | [ * 29 ]     |
| 2019年（令和元年） | 436              |              |

## 車站周邊

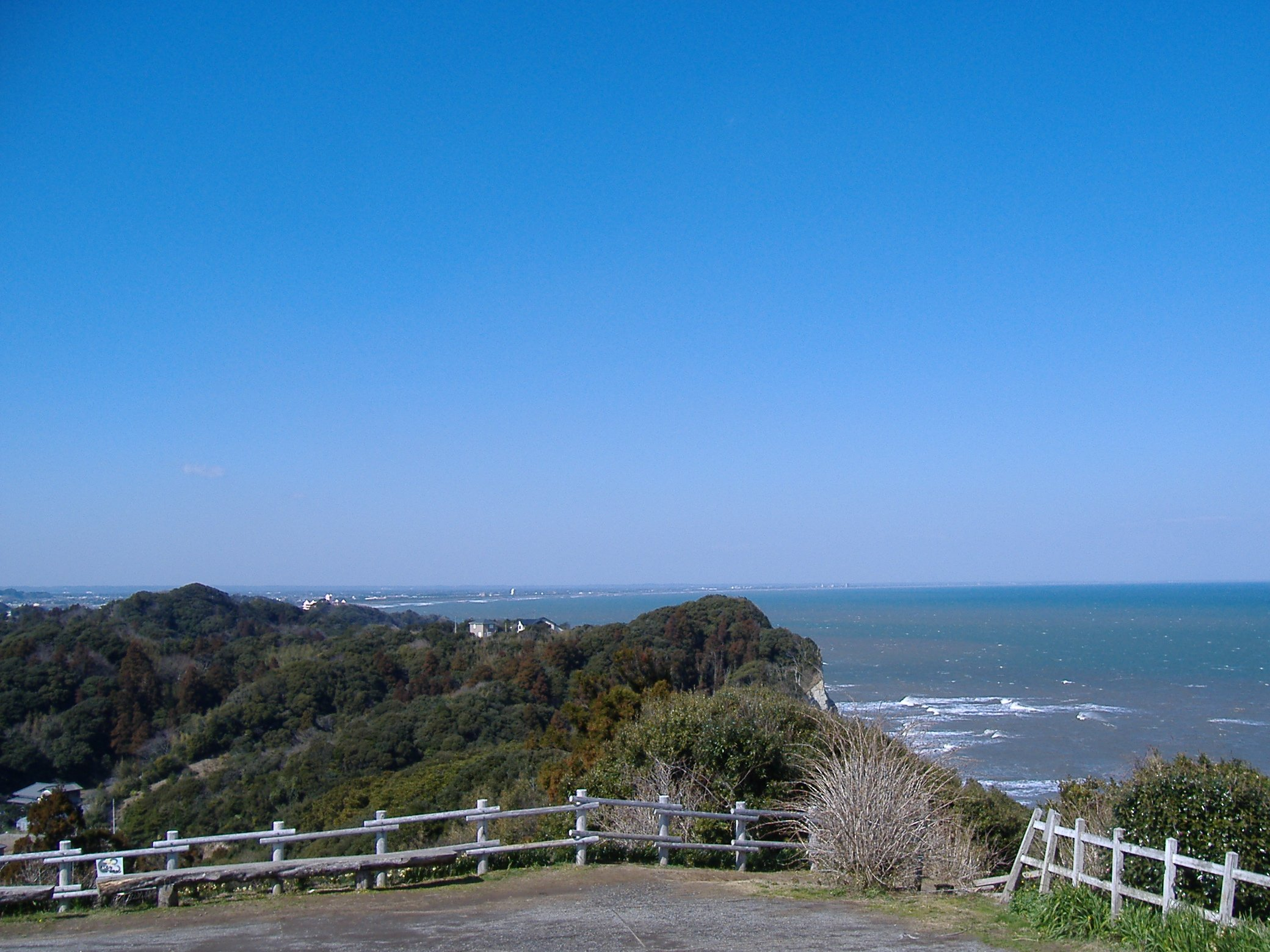
太東岬

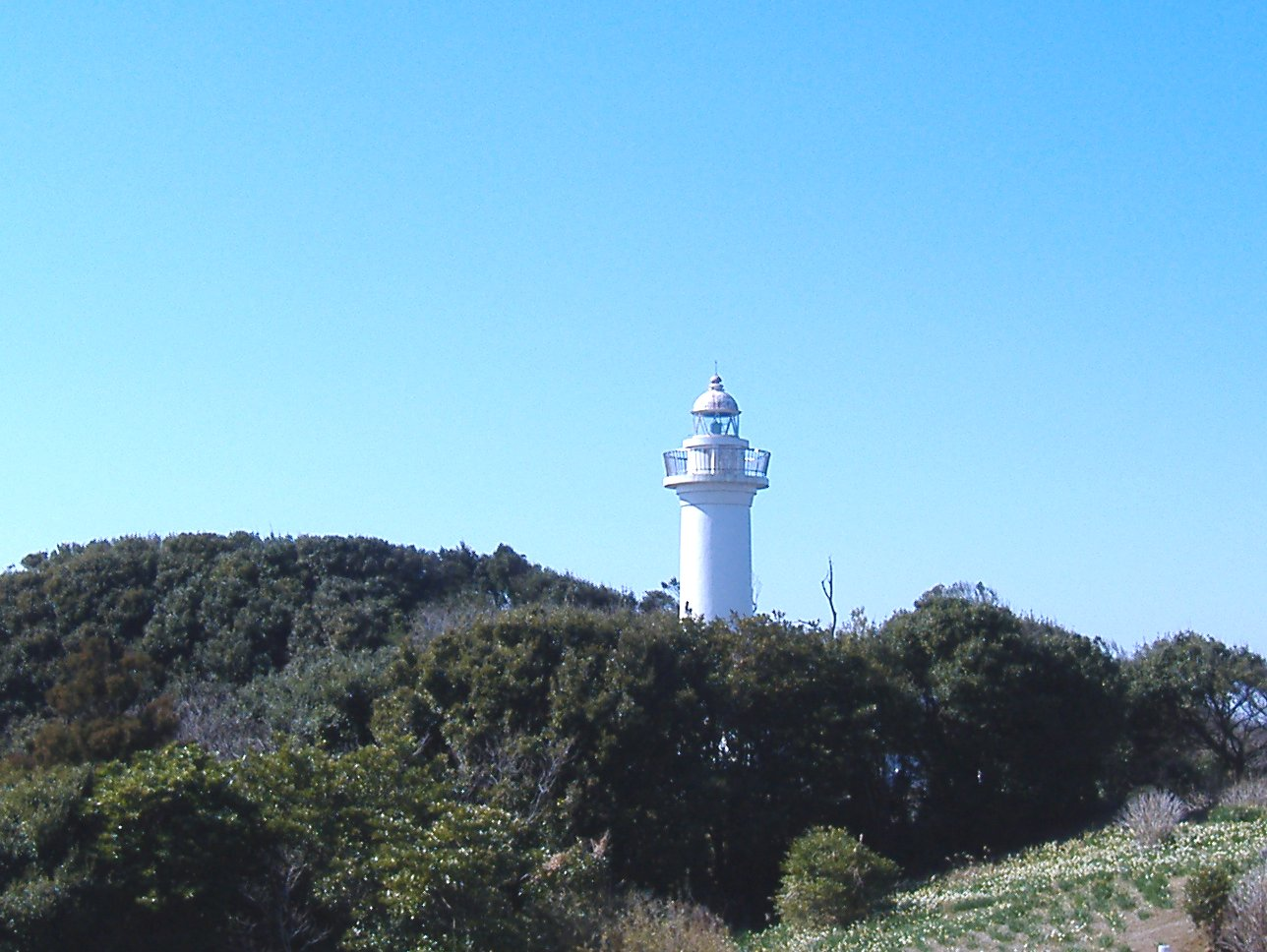
太東埼燈塔

- 國道128號（日语：国道128号）（外房黑潮線）
- 千葉縣道152號一宮椎木長者線（日语：千葉県道152号一宮椎木長者線）
- 千葉縣道153號夷隅太東線（日语：千葉県道153号夷隅太東線）
- 千葉縣道229號太東停車場線（日语：千葉県道229号太東停車場線）
- 千葉縣道274號松丸一宮線（日语：千葉県道274号松丸一宮線）
- 夷隅市立岬中學
- 夷隅市立太東小學
- 夷隅市立太東保育所
- 太東郵局
- JA夷隅（日语：いすみ農業協同組合）岬分所
- 米利Heart&Green（日语：コメリ）岬店
- 超級中心Leo（日语：宍倉）岬店
- Seims藥品（日语：富士薬品）夷隅岬店
- 麻雀博物館
- 太東岬（日语：太東岬）（九十九里濱南端）
- 太東埼燈塔（日语：太東埼灯台）
- 太東海濱植物群落
- 椎木堰、中原堰

## 巴士路線
| 乘車處 | 系統               | 主要途經                                     | 目的地         | 巴士公司     | 備註 |
| ------ | ------------------ | -------------------------------------------- | -------------- | ------------ | ---- |
| 太東站 | 市內循環線（內回） | 市政廳夷隅支廳前、國吉站入口、下布施、大原站 | 市役所大原廳舍 | 夷隅市民巴士 |      |
| 太東站 | 市內循環線（外回） | 長者町站、三門站入口、大原站                 | 市役所大原廳舍 | 夷隅市民巴士 |      |

## 相鄰車站
東日本旅客鐵道（JR東日本）
■外房線
■通勤快速、■快速、■普通（各站停車）
東浪見－太東－長者町

## 注腳

### 使用狀況
1. ↑  千葉縣統計年鑑 （页面存档备份，存于）（日語） - 千葉縣

JR東日本2000年度以後的乘車人次
1. ↑  各駅の乗車人員（2000年度） （页面存档备份，存于）（日語） - JR東日本
2. ↑  各駅の乗車人員（2001年度） （页面存档备份，存于）（日語） - JR東日本
3. ↑  各駅の乗車人員（2002年度） （页面存档备份，存于）（日語） - JR東日本
4. ↑  各駅の乗車人員（2003年度） （页面存档备份，存于）（日語） - JR東日本
5. ↑  各駅の乗車人員（2004年度） （页面存档备份，存于）（日語） - JR東日本
6. ↑  各駅の乗車人員（2005年度） （页面存档备份，存于）（日語） - JR東日本
7. ↑  各駅の乗車人員（2006年度） （页面存档备份，存于）（日語） - JR東日本
8. ↑  各駅の乗車人員（2007年度） （页面存档备份，存于）（日語） - JR東日本
9. ↑  各駅の乗車人員（2008年度） （页面存档备份，存于）（日語） - JR東日本
10. ↑  各駅の乗車人員（2009年度） （页面存档备份，存于）（日語） - JR東日本
11. ↑  各駅の乗車人員（2010年度） （页面存档备份，存于）（日語） - JR東日本
12. ↑  各駅の乗車人員（2011年度） （页面存档备份，存于）（日語） - JR東日本
13. ↑  各駅の乗車人員（2012年度） （页面存档备份，存于）（日語） - JR東日本
14. ↑  各駅の乗車人員（2013年度） （页面存档备份，存于）（日語） - JR東日本
15. ↑  各駅の乗車人員（2014年度） （页面存档备份，存于）（日語） - JR東日本
16. ↑  各駅の乗車人員（2015年度） （页面存档备份，存于）（日語） - JR東日本
17. ↑  各駅の乗車人員（2016年度） （页面存档备份，存于）（日語） - JR東日本
18. ↑  各駅の乗車人員（2017年度） （页面存档备份，存于）（日語） - JR東日本
19. ↑  各駅の乗車人員（2018年度） （页面存档备份，存于）（日語） - JR東日本
20. ↑  各駅の乗車人員（2019年度） （页面存档备份，存于）（日語） - JR東日本

千葉縣統計年鑑
1. ↑  千葉縣統計年鑑（平成3年） （页面存档备份，存于）（日語）
2. ↑  千葉縣統計年鑑（平成4年） （页面存档备份，存于）（日語）
3. ↑  千葉縣統計年鑑（平成5年） （页面存档备份，存于）（日語）
4. ↑  千葉縣統計年鑑（平成6年） （页面存档备份，存于）（日語）
5. ↑  千葉縣統計年鑑（平成7年） （页面存档备份，存于）（日語）
6. ↑  千葉縣統計年鑑（平成8年） （页面存档备份，存于）（日語）
7. ↑  千葉縣統計年鑑（平成9年） （页面存档备份，存于）（日語）
8. ↑  千葉縣統計年鑑（平成10年） （页面存档备份，存于）（日語）
9. ↑  千葉縣統計年鑑（平成11年） （页面存档备份，存于）（日語）
10. ↑  千葉縣統計年鑑（平成12年） （页面存档备份，存于）（日語）
11. ↑  千葉縣統計年鑑（平成13年） （页面存档备份，存于）（日語）
12. ↑  千葉縣統計年鑑（平成14年） （页面存档备份，存于）（日語）
13. ↑  千葉縣統計年鑑（平成15年） （页面存档备份，存于）（日語）
14. ↑  千葉縣統計年鑑（平成16年） （页面存档备份，存于）（日語）
15. ↑  千葉縣統計年鑑（平成17年） （页面存档备份，存于）（日語）
16. ↑  千葉縣統計年鑑（平成18年） （页面存档备份，存于）（日語）
17. ↑  千葉縣統計年鑑（平成19年） （页面存档备份，存于）（日語）
18. ↑  千葉縣統計年鑑（平成20年） （页面存档备份，存于）（日語）
19. ↑  千葉縣統計年鑑（平成21年） （页面存档备份，存于）（日語）
20. ↑  千葉縣統計年鑑（平成22年） （页面存档备份，存于）（日語）
21. ↑  千葉縣統計年鑑（平成23年） （页面存档备份，存于）（日語）
22. ↑  千葉縣統計年鑑（平成24年） （页面存档备份，存于）（日語）
23. ↑  千葉縣統計年鑑（平成25年） （页面存档备份，存于）（日語）
24. ↑  千葉縣統計年鑑（平成26年） （页面存档备份，存于）（日語）
25. ↑  千葉縣統計年鑑（平成27年） （页面存档备份，存于）（日語）
26. ↑  千葉縣統計年鑑（平成28年） （页面存档备份，存于）（日語）
27. ↑  千葉縣統計年鑑（平成29年） （页面存档备份，存于）（日語）
28. ↑  千葉縣統計年鑑（平成30年） （页面存档备份，存于）（日語）
29. ↑  千葉縣統計年鑑（令和元年） （页面存档备份，存于）（日語）

## 外部連結
- 車站資訊（太東）：東日本旅客鐵道（日語）